# Агентство з оборонного розвитку
Агентство з оборонного розвитку (кор. 국방과학연구소; ханча 國防科學硏究所; латиніз. Gukbang Gwahak Yeonguso; англ. Agency for Defense Development (ADD)) — це південно-корейська корпорація, заснована Управлінням програми оборонних закупівель з метою сприяння зміцненню національної оборонної спроможності та незалежної національної оборони Республіки Корея.
Метою Агентства є зміцнення національної оборони, покращення національного науково-дослідного потенціалу та розвиток вітчизняної оборонної промисловості, розробляючи нову зброю, подальше виробництво якої беруть на себе оборонні компанії. Воно відповідає за розробку передових систем озброєння та проведення досліджень і аналізу у галузі національної оборонної науки та технологій тих сферах, що мають високий ризик та є економічно невигідними для розробки безпосередньо компаніями.
Серед іншого, Агентством була створена перша південнокорейська балістична ракета Nike Hercules Korea-1, також відома як White/Polar Bear, розроблена у 1970-х роках і вперше успішно випробувана у 1978 році. 
Також Агентство є оператором першого спеціального військового супутника Південної Кореї ANASIS-II, запущеного
ракетою Falcon 9 20 липня 2020 року. 

## Історія

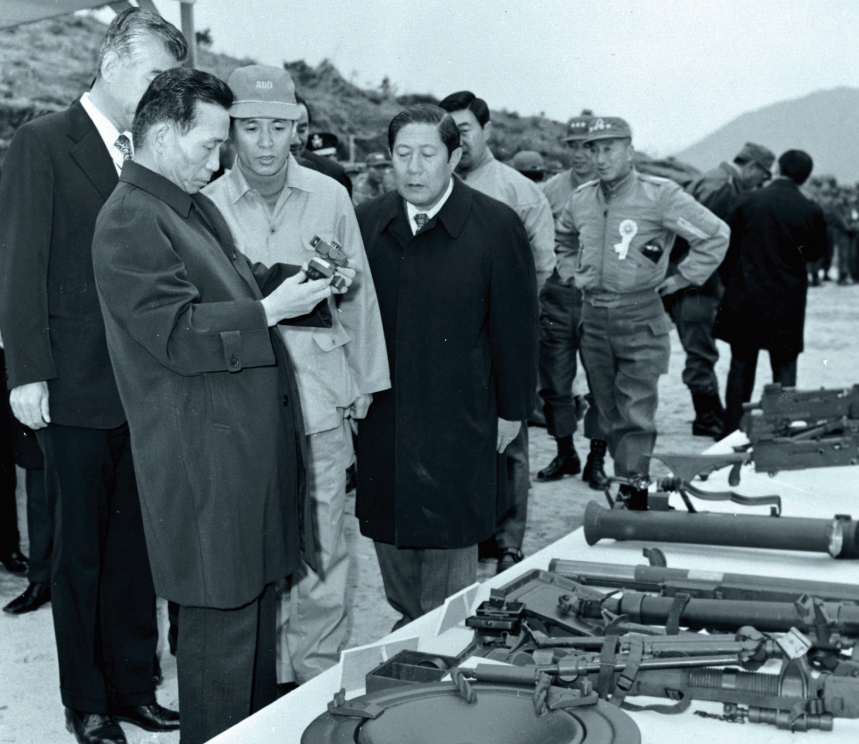
Президент Пак Чон Хі інспектує виготовлені Агентством прототипи. Виставка військового обладнання, 03 квітня 1972.

Оскільки трирічна Корейська війна закінчилася перемир'ям, а не мирною угодою, Південна та Північна Корея продовжували перебувати у конфлікті протягом холодної війни. Після підписання Договору про взаємну оборону в жовтні 1953 року Південна Корея почала відновлення своєї економіки, допомогу у військовій сфері при цьому отримуючи від Сполучених Штатів. 
У липні 1954, незважаючи на військову допомогу з-за кордону, президент Лі Синман заснував Науково-дослідний інститут Міністерства національної оборони для сприяння незалежному оборонному виробництву. Ця спроба корейського уряду виробляти власне військове постачання сприяла локалізації військових постачань, таких як військове харчування, уніформа та компоненти оборони, які до того покладалися виключно на іноземну допомогу.
Після оголошення доктрини Ніксона у рамках примирення між Сполученими Штатами та Східним блоком 25 липня 1969 року з Південної Кореї було виведено близько 20 000 американських військових.
Внаслідок виведення військ США і посилення військових провокацій Північної Кореї проти Південь, що почалися наприкінці 1960-х, Південна Корея відчула потребу в самозабезпеченій національній обороні, яка не покладатиметься на військову допомогу США. Тому 6 серпня 1970 у Сеулі за сприяння президента Пак Чон Хі було створено державну корпорацію Агентство оборонного розвитку. В листопаді наступного року воно розпочало незалежний проєкт оборонних розробок під назвою «Розробка базового прототипу зброї».  
Втім, у 1970-х роках Південна Корея мала слабкі базові галузі та системи для розвитку та стабільного виробництва військової техніки. Тому в 1973 році уряд визначив національними стратегічними галузями такі галузі важкої промисловості, як сталеливарна, машинобудівна, хімічна та нафтова.
Пізніше, у лютому 1974 року, розпочався восьмирічний план військового будівництва «Проект Юльгок», що включав плани зміцнення збройних сил Південної Кореї.   

## Основні науково-дослідні проєкти
Більшість основних технологій розробляються Агентством, а приватні оборонні компанії відповідають за розробку решти підтехнологій та виробництво основних частин і готової продукції. 

### Піхотна зброя
- автомат K1;
- автомат K2;
- легкий кулемет K3;
- автоматичний гранатомет K4;
- безшумний пістолет-кулемет K7.

### Ракетні системи
Джерело: Агентство оборонного розвитку 
- гіперзвукова крилата ракета Hycore;
- протикорабельна ракета Poniard[en];
- РСЗВ K136 Kooryong;
- РСЗВ K239 Chunmoo;
- ПТРК AT-1K Raybolt (Hyeongung);
- керована зенітна ракета LAH-AGM;
- протичовновий ракетний комплекс K745A1 Red Shark[en] (Hongsangeo);
- дозвукові протикорабельні ракети SSM-700K C-Star[en] (Haeseong-I), SSM-710K (Haeseong-II), SSM-750K (Haeseong-III);
- тактична ракета «поверхня — поверхня» KTSSM[en] (Уре);
- сімейство балістичних ракет Hyunmoo.

### Протиракетна оборона
Джерело: Агентство оборонного розвитку 
- ПЗРК KP-SAM (Chiron);
- ЗРК малої дальності K-SAM (Pegasus) на базі Crotale R440;
- ЗРК середньої даньності KM-SAM (Cheongung-I) і KM-SAM Block-II (Cheongung-II) на основі технології ракети 9М96, що використовується на ракетних системах С-350Е та С-400;
- корабельний зенітно-ракетний комплекс малої дальності K-SAAM[en] (Haegung);
- багаторівнева система ПРО великої дальності L-SAM.

### Наземні системи озброєння
Джерело: Агентство оборонного розвитку 
- 105-мм буксирувана гаубиця KH178[en];
- 155-мм буксирувана гаубиця KH-179;
- 155-мм самохідна гаубиця K9 Thunder;
- ОБТ K2 Black Panther;
- БМП K21;
- БМП K200;
- ЗСУ K30 Biho;
- штурмова машина-амфібія KAAV-II (Korean Amphibious Assault Vehicle-II);
- машина РХБ розвідки K-NBC;
- система активного захисту KAPS[en] (Korean Active Protection System).

### Морські та підводні системи озброєння
Джерело: Агентство оборонного розвитку 
- установка вертикального пуску K-VLS[en] (Korean Vertical Launching System);
- надмалий підводний човен типу Dolgorae[en] (Dolphin);
- важка протичовнова торпеда K761 Tiger Shark (Beom sang eo);
- важка протичовнова торпеда K731 White Shark[en] (Baek sang eo);
- легка протичовнова торпеда K745 Blue Shark[en] (Cheong sang eo);
- гідролокаційна система фрегатів класу «Інчхон»[en];
- інтегрована гідроакустична система есмінців класу «Седжон Великий»[en]
- бойові та гідроакустичні системи для субмарин класу Jangbogo-III[en];
- бойові системи фрегатів класу «Ульсан»[en];
- система підводного спостереження гавані HUSS (Harbor Underwater Surveillance System);
- гідролокаторна система TASS (Towed Array Sonar System);
- акустична протиторпедна система TACM (Torpedo Acoustic Counter Measure);
- 40-мм спарена корабельна гармата Nobong;
- багатоцільові безпілотні надводні апарати.

### Авіація таБпЛА
Джерело: Агентство оборонного розвитку 
- дослідницька розробка винищувача KAI KF-21 Boramae;
- дослідницька розробка легкого ударного гелікоптера KAI LAH[en].
- навчально-тренувальний літак KT-1 (Woongbi);
- розвідувальний БпЛА RQ-101 (Songgolmae);
- багатоцільовий середньовисотний БпЛА тривалої дії KUS-FS[en];
- комплект обладнання для середнього транспортного гелікоптера KUH-1 (Surion)[en];
- високоточна крилата бомба KGGB[en] (Korean Guided GPS Bomb);
- графітова бомба.